# Paramuricea aequatorialis
Paramuricea aequatorialis is een zachte koraalsoort uit de familie Plexauridae. De koraalsoort komt uit het geslacht Paramuricea. Paramuricea aequatorialis werd in 1889 voor het eerst wetenschappelijk beschreven door Wright & Studer. 